# Cangas (kommun i Spanien)
Cangas är en kommun i Spanien. Den ligger i provinsen Pontevedra i den autonoma regionen Galicien i nordvästra delen av landet, 500 km väster om huvudstaden Madrid. Antalet invånare är 26 714 (2024). Arean är 38,08 kvadratkilometer.